# Emilio Colombo
Emilio Colombo (n. 11 aprilie 1920, Potenza, Basilicata, Italia – d. 24 iunie 2013, Roma, Italia) a fost un politician italian, membru al Democrației Creștine, care a servit ca prim-ministru al Italiei din august 1970 până în februarie 1972.
În lunga sa carieră politică, Colombo a deținut numeroase funcții în mai multe guverne. A ocupat funcția de ministru al agriculturii între 1955 și 1958; Ministru al comerțului exterior din 1958 până în 1959; Ministru al Grației și Justiției din 1970 până în 1972; Ministru al Trezoreriei din 1963 până în 1970, în 1962 și din 1974 până în 1976; Ministru al bugetului în 1968 și din 1987 până în 1988; Ministru al finanțelor din 1988 până în 1989; Ministrul Afacerilor Externe din 1980 până în 1993 și din 1992 în 1993. Colombo, un fervent europenist, a ocupat funcția de președinte al Parlamentului European din 1977 până în 1979.
În 2003, a fost numit senator pe viață, un loc pe care l-a deținut până la moartea sa.

## Tinerețe și educație
Colombo s-a născut la Potenza, Basilicata, la 11 aprilie 1920. 
A crescut, împreună cu cei șase frați ai săi, într-o familie de clasă mijlocie; tatăl său, Angelo Colombo, era funcționar al administrației publice, în timp ce mama ei, Rosa Tordella, era gospodină.
În 1935, a fondat prima secțiune locală de Acțiune Catolică (AC), o asociație catolică răspândită și una dintre puținele organizații non-fasciste, admise de regimul lui Benito Mussolini. În 1937, Colombo a devenit președintele Acțiunii Catolice din Potenza și membru al Consiliului Național al Tineretului Acțiunii Catolice. În același an, a obținut diploma de liceu clasic la liceul „Quintus Horatius Flaccus” din Potenza.
În 1941, Colombo a absolvit dreptul la Universitatea Sapienza din Roma, cu o teză despre dreptul canonic. La 1 august 1942, a fost înscris și a participat la al doilea război mondial. În septembrie 1943, după armistițiu, Colombo s-a întors în Basilicata, începând angajamentul său politic bazat pe principii antifasciste și democrat-creștine. Din 1944 până în 1947 a fost numit secretar general al Tineretului Acțiunii Catolice.

## Cariera politica
Colombo a intrat în politică ca membru al Democrației Creștine (DC) în 1943. La alegerile din 1946, Colombo a fost ales în Adunarea Constituantă a Italiei cu aproape 21.000 de voturi, devenind unul dintre cei mai tineri membri ai parlamentului. A fost ales pentru circumscripția Potenza - Matera, care va rămâne cetatea sa pentru toată cariera sa politică. 
După doi ani, în 1948, Colombo a fost reales în Camera Deputaților pentru circumscripția sa, cu peste 43.000 de voturi. Din mai 1948 până în iulie 1951, a fost numit subsecretar la Ministerul Agriculturii și Pădurilor în guvernele 5 și 6 din Alcide De Gasperi. În acești ani, Colombo a avut o mediere reușită în Calabria, în 1949, în timpul ciocnirilor pentru ocupațiile pământurilor de către țărani. De asemenea, a colaborat cu ministrul Antonio Segni la aprobarea reformei agrare. Reforma funciară, aprobată de Parlament în octombrie 1950, a fost finanțată parțial din fondurile Planului Marshall lansat de Statele Unite în 1947 și considerată de unii savanți ca fiind cea mai importantă reformă a întregului postbelic. Reforma a propus, prin expropriere forțată, distribuirea terenurilor către muncitorii agricoli, făcându-i astfel mici întreprinzători și nu mai supuși marelui proprietar. Dacă în anumite privințe reforma a avut acest rezultat benefic, pentru altele a redus în mod semnificativ dimensiunea fermelor, eliminând efectiv orice posibilitate de a le transforma în afaceri avansate. Cu toate acestea, acest element negativ a fost atenuat și, în unele cazuri, eliminat prin forme de cooperare.

## Prim-ministru al Italiei
O serie de reforme progresive au fost introduse în timpul Colombo ca prim-ministru. O lege privind reforma locuințelor din 22 octombrie 1971 a introdus noi criterii pentru exproprierile de terenuri și prevederi pentru reînnoiri urbane. Conform legii din 6 decembrie 1971, fondurile de stat au fost puse la dispoziție pentru construirea unei grădinițe în fiecare autoritate locală. O lege din 30 decembrie 1971 a introdus noi reglementări privind protecția lucrătorilor de sex feminin și asigurarea de maternitate. Durata concediului de maternitate a fost prelungită cu două luni înainte și la două luni după închidere pentru toți angajații, iar toate lucrătoarele au dreptul la o indemnizație legată de câștig, egală cu 80% din câștiguri (inclusiv lucrătorii agricoli și fermierii). De asemenea, s-a introdus dreptul la o perioadă suplimentară de concediu voluntar de șase luni în primul an de viață al copilului, cu siguranță la locul de muncă și o indemnizație egală cu 30% din câștiguri, împreună cu dreptul la absențe plătite din cauza bolii copilului în timpul primii trei ani dacă viața copilului. În plus, a fost introdusă o indemnizație specială de natalitate pentru activitatea independentă

## Viață personală
În noiembrie 2003, el a recunoscut că a consumat cocaină (în „scopuri terapeutice”) pe o perioadă de 12-18 luni.
Colombo a murit la Roma, la 24 iunie 2013, la vârsta de 93 de ani.

## Distincții și premii
Medalia de aur a Fundației Jean Monnet pentru Europa, în 2011.